# Cadre-47/2-Europameisterschaft der Junioren 1998/99
Die Cadre-47/2-Europameisterschaft der Junioren 1999 war das 23. Turnier in dieser Disziplin des Karambolagebillards und fand vom 16. bis zum 18. April 1999 in Krefeld statt. Die Meisterschaft zählte zur Saison 1998/99.

Logo CEB (ausrichtender Verband)

## Geschichte
Dave Christiani konnte in Krefeld erfolgreich seinen Titel verteidigen vor Esteve Mata und Sjors van Ginneken.

## Modus
Gespielt wurde eine Vorrunde im Round-Robin-Modus, danach eine Knock-out-Runde  bis 200 Punkte oder 20 Aufnahmen.
Platzierung in den Tabellen bei Punktgleichheit:
1. MP = Matchpunkte
2. GD = Generaldurchschnitt
3. HS = Höchstserie

## Vorrunde
| Abschlusstabelle Gruppe A | Abschlusstabelle Gruppe A | Abschlusstabelle Gruppe A | Abschlusstabelle Gruppe A | Abschlusstabelle Gruppe A | Abschlusstabelle Gruppe A | Abschlusstabelle Gruppe A | Abschlusstabelle Gruppe A | Abschlusstabelle Gruppe A |
| Platz                     | Name                      | MP                        | Pkte                      | Aufn.                     | GD                        | BED                       | HS                        |                           |
| ------------------------- | ------------------------- | ------------------------- | ------------------------- | ------------------------- | ------------------------- | ------------------------- | ------------------------- | ------------------------- |
| 1                         | Esteve Mata               | 6:0                       | 600                       | 25                        | 24,00                     | 66,66                     | 114                       |                           |
| 2                         | Emanuel Lefranc           | 4:2                       | 581                       | 28                        | 20,75                     | 33,33                     | 173                       |                           |
| 3                         | Lukas Gulik               | 2:4                       | 221                       | 29                        | 7,62                      | 8,30                      | 38                        |                           |
| 4                         | Christoph Oberberger      | 0:6                       | 217                       | 40                        | 5,42                      | -                         | 21                        |                           |

| Abschlusstabelle Gruppe B | Abschlusstabelle Gruppe B | Abschlusstabelle Gruppe B | Abschlusstabelle Gruppe B | Abschlusstabelle Gruppe B | Abschlusstabelle Gruppe B | Abschlusstabelle Gruppe B | Abschlusstabelle Gruppe B | Abschlusstabelle Gruppe B |
| Platz                     | Name                      | MP                        | Pkte                      | Aufn.                     | GD                        | BED                       | HS                        |                           |
| ------------------------- | ------------------------- | ------------------------- | ------------------------- | ------------------------- | ------------------------- | ------------------------- | ------------------------- | ------------------------- |
| 1                         | Dave Christiani           | 6:0                       | 600                       | 15                        | 40,00                     | 50,00                     | 163                       |                           |
| 2                         | Markus Galla              | 4:2                       | 431                       | 25                        | 17,24                     | 25,00                     | 96                        |                           |
| 3                         | Frédéric Mottet           | 2:4                       | 525                       | 29                        | 18,10                     | 20,00                     | 102                       |                           |
| 4                         | Briece Briére             | 0:6                       | 182                       | 23                        | 7,91                      | -                         | 28                        |                           |

| Abschlusstabelle Gruppe C | Abschlusstabelle Gruppe C | Abschlusstabelle Gruppe C | Abschlusstabelle Gruppe C | Abschlusstabelle Gruppe C | Abschlusstabelle Gruppe C | Abschlusstabelle Gruppe C | Abschlusstabelle Gruppe C | Abschlusstabelle Gruppe C |
| Platz                     | Name                      | MP                        | Pkte                      | Aufn.                     | GD                        | BED                       | HS                        |                           |
| ------------------------- | ------------------------- | ------------------------- | ------------------------- | ------------------------- | ------------------------- | ------------------------- | ------------------------- | ------------------------- |
| 1                         | Sjors van Ginneken        | 6:0                       | 600                       | 21                        | 28,57                     | 66,66                     | 174                       |                           |
| 2                         | Régis Barillaro           | 4:2                       | 526                       | 31                        | 16,96                     | 14,28                     | 118                       |                           |
| 3                         | Raúl Cuenca               | 2:4                       | 511                       | 44                        | 11,61                     | 11,76                     | 92                        |                           |
| 4                         | Tejs Tafdrup              | 0:6                       | 392                       | 36                        | 10,88                     | -                         | 81                        |                           |

| Abschlusstabelle Gruppe D | Abschlusstabelle Gruppe D | Abschlusstabelle Gruppe D | Abschlusstabelle Gruppe D | Abschlusstabelle Gruppe D | Abschlusstabelle Gruppe D | Abschlusstabelle Gruppe D | Abschlusstabelle Gruppe D | Abschlusstabelle Gruppe D |
| Platz                     | Name                      | MP                        | Pkte                      | Aufn.                     | GD                        | BED                       | HS                        |                           |
| ------------------------- | ------------------------- | ------------------------- | ------------------------- | ------------------------- | ------------------------- | ------------------------- | ------------------------- | ------------------------- |
| 1                         | Thomas Schioler           | 6:0                       | 597                       | 47                        | 12,70                     | 25,00                     | 88                        |                           |
| 2                         | Thorsten Frings           | 4:2                       | 589                       | 52                        | 11,32                     | 14,28                     | 58                        |                           |
| 3                         | Vladislav Tauterman       | 2:4                       | 384                       | 42                        | 9,14                      | 7,35                      | 67                        |                           |
| 4                         | Michael Carreau           | 0:6                       | 337                       | 59                        | 5,71                      | -                         | 48                        |                           |

## Finalrunde
|  | Viertelfinale 200/20 | Viertelfinale 200/20   |                   |                         | Halbfinale 200/20   | Halbfinale 200/20    |  |  | Finale 200/20 | Finale 200/20 |
|  |                      |                        |                   |                         |                     |                      |  |  |               |               |
|  |                      |                        |                   |                         |                     |                      |  |  |               |               |
|  | Esteve Mata          | 2:0/200/2/100,00/102   |                   |                         |                     |                      |  |  |               |               |
|  | Esteve Mata          | 2:0/200/2/100,00/102   |                   |                         |                     |                      |  |  |               |               |
|  | Thorsten Frings      | 0:2/0/2/0,00/0         |                   |                         |                     |                      |  |  |               |               |
|  | Thorsten Frings      | 0:2/0/2/0,00/0         | Esteve Mata       | 2:0/200/8/25,00/87      |                     |                      |  |  |               |               |
|  |                      |                        | Esteve Mata       | 2:0/200/8/25,00/87      |                     |                      |  |  |               |               |
|  |                      | Sjors van Ginneken     | 0:2/11/8/1,37/6   |                         |                     |                      |  |  |               |               |
|  | Sjors van Ginneken   | Sjors van Ginneken     | 0:2/11/8/1,37/6   | 2:0/200(20)/10/20,00/61 |                     |                      |  |  |               |               |
|  | Sjors van Ginneken   |                        |                   | 2:0/200(20)/10/20,00/61 |                     |                      |  |  |               |               |
|  | Markus Galla         | 0:2/200(?)/10/20,00/60 |                   |                         |                     |                      |  |  |               |               |
|  |                      |                        | Esteve Mata       | 0:2/60/9/6,66/25        |                     |                      |  |  |               |               |
|  |                      |                        |                   | Dave Christiani         | 2:0/200/9/22,22/113 |                      |  |  |               |               |
|  | Dave Christiani      | 2:0/200/2/100,00/131   |                   |                         |                     |                      |  |  |               |               |
|  | Régis Barillaro      | 0:2/8/2/4,00/6         |                   |                         |                     |                      |  |  |               |               |
|  | Régis Barillaro      | 0:2/8/2/4,00/6         | Dave Christiani   | 2:0/200/5/40,00/74      |                     |                      |  |  |               |               |
|  |                      |                        | Dave Christiani   | 2:0/200/5/40,00/74      | Spiel um Platz 3    |                      |  |  |               |               |
|  |                      | Emanuel Lefranc        | 0:2/98/5/19,60/61 |                         |                     |                      |  |  |               |               |
|  | Thomas Schioler      | Emanuel Lefranc        | 0:2/98/5/19,60/61 | 0:2/108/11/9,81/24      | Sjors van Ginneken  | 2:0/200/2/100,00/117 |  |  |               |               |
|  | Thomas Schioler      |                        |                   | 0:2/108/11/9,81/24      | Sjors van Ginneken  | 2:0/200/2/100,00/117 |  |  |               |               |
|  | Emanuel Lefranc      | 2:0/200/11/18,18/55    |                   | Emanuel Lefranc         | 0:2/51/2/25,50/44   |                      |  |  |               |               |
|  | Emanuel Lefranc      | 2:0/200/11/18,18/55    |                   |                         | 0:2/51/2/25,50/44   |                      |  |  |               |               |
|  |                      |                        |                   |                         |                     |                      |  |  |               |               |

## Endergebnis
| MP    | Match Points (Sieger = 2; Unentschieden = 1; Verlierer = 0) |
| Pkte. | Erzielte Karambolagen                                       |
| Aufn. | Benötigte Versuche                                          |
| GD    | Generaldurchschnitt                                         |
| BED   | Bester Einzeldurchschnitt eines Spielers                    |
| HS    | Höchstserie                                                 |
|       | Bester GD des Turniers                                      |
|       | Bester ED des Turniers                                      |
|       | Beste HS des Turniers                                       |
|       | 1. Platz (Gold)                                             |
|       | 2. Platz (Silber)                                           |
|       | 3. Platz (Bronze)                                           |

| Platz                      | Name                 | MP   | Pkte | Aufn. | GD    | BED    | HS  |
| -------------------------- | -------------------- | ---- | ---- | ----- | ----- | ------ | --- |
| 1                          | Dave Christiani      | 12:0 | 1200 | 31    | 38,70 | 100,00 | 163 |
| 2                          | Esteve Mata          | 10:2 | 1060 | 44    | 24,09 | 100,00 | 114 |
| 3                          | Sjors van Ginneken   | 10:2 | 1011 | 41    | 24,65 | 100,00 | 174 |
| 4                          | Emanuel Lefranc      | 6:6  | 930  | 46    | 20,21 | 33,33  | 173 |
| 5                          | Thomas Schioler      | 6:2  | 705  | 58    | 12,15 | 25,00  | 88  |
| 6                          | Markus Galla         | 4:4  | 631  | 35    | 18,02 | 25,00  | 96  |
| 7                          | Régis Barillaro      | 4:4  | 534  | 33    | 16,18 | 14,28  | 118 |
| 8                          | Thorsten Frings      | 4:4  | 589  | 54    | 10,90 | 14,28  | 58  |
| 9                          | Frédéric Mottet      | 2:4  | 525  | 29    | 18,10 | 20,00  | 102 |
| 10                         | Raúl Cuenca          | 2:4  | 511  | 44    | 11,61 | 11,76  | 92  |
| 11                         | Vladislav Tauterman  | 2:4  | 384  | 42    | 9,14  | 7,35   | 67  |
| 12                         | Lukas Gulik          | 2:4  | 221  | 29    | 7,62  | 8,30   | 38  |
| 13                         | Tejs Tafdrup         | 0:6  | 392  | 36    | 10,88 | -      | 81  |
| 14                         | Briece Briére        | 0:6  | 182  | 23    | 7,91  | -      | 28  |
| 15                         | Michael Carreau      | 0:6  | 337  | 59    | 5,71  | -      | 48  |
| 16                         | Christoph Oberberger | 0:6  | 217  | 40    | 5,42  | -      | 21  |
| Turnierdurchschnitt: 14,64 |                      |      |      |       |       |        |     |